# Gyilkosság a csendes házban
A Gyilkosság a csendes házban, eredeti címén Murder in the Mews Agatha Christie 1937-ben megjelent, négy kisregényt tartalmazó kötete, melyet az Egyesült Királyságban a William Collins Sons and Co. adott ki először. Az Amerikai Egyesült Államokban még abban az évben a Dodd, Mead and Co. publikálta, a kötet címadójául a brit kiadás harmadik történetét (Dead Man's Mirror) választva.
Magyarországon először a Magyar Könyvklub kiadásában jelent meg 1996-ban; ugyanezt a fordítást jelentette meg 2006-ban az Aquila Könyvkiadó.
A kötetben szereplő kisregények:
- Gyilkosság a csendes házban (Murder in the Mews)
- A hihetetlen betörés (The Incredible Theft)
- Halott ember tükre (Dead Man's Mirror)
- A rodoszi háromszög (Triangle at Rhodes)

Mind a négy történetben Hercule Poirot a nyomozó, egyik esetben James Japp főfelügyelő, másikban Mr. Satterthwaite áll mellette.

## Magyarul
- Gyilkosság a csendes házban; ford. Kada Júlia; Magyar Könyvklub, Bp., 1996